# Mesochorus gemmatus
Mesochorus gemmatus är en stekelart som beskrevs av Dasch 1971. Mesochorus gemmatus ingår i släktet Mesochorus och familjen brokparasitsteklar. Inga underarter finns listade i Catalogue of Life.